# Tempel van Ramses II

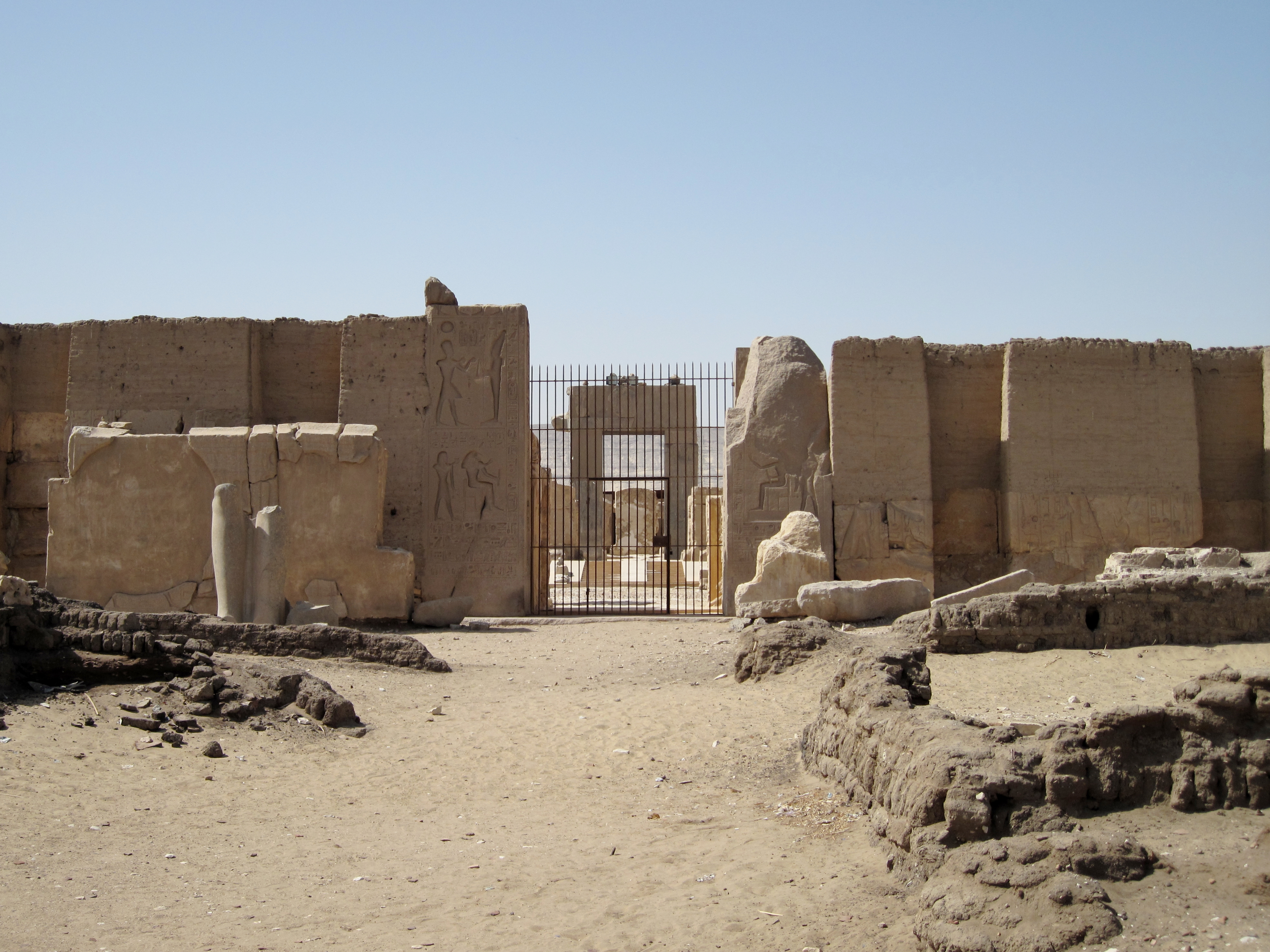
De dodentempel van Ramses II in Abydos

De tempel van Ramses II in Abydos is een Huis van Miljoenen jaren, een tempel die de cultus van de koning in stand hield. Hij werd opgericht gedurende de regering van Ramses II.

## Geschiedenis van de tempel
De dodentempel van Ramses II is niet lang gebouwd na de tempel van Seti. Hij ligt er overigens niet ver van; slechts 270 meter. Net zoals Seti I had Ramses II zowel een dodentempel in Thebe, het Ramesseum en een dodentempel in Abydos gebouwd. De tempel is goed bewaard, maar stukken ervan met koningslijsten erop zijn door de Franse consul verkocht aan het British Museum.

## Architectuur
Het plan van de tempel is typerend voor de Egyptische tempels. De ingang wordt gevormd door een grote pyloon die uitgeeft op een binnenplein. Er zijn vier kamers voor de dodencultus van de farao die uitgeven op dat binnenplein. Het plein was omgeven met Osirispijlers, maar van de pyloon en het plein is slechts weinig over tegenwoordig. 
Na het plein komt men in het deel van de tempel dat voor de goden bestemd was. Er staan twee hypostyle zalen, waarbij de verste diende voor de offermalen. Helemaal achteraan bevindt zich het allerheiligste met kapellen voor Horus, Osiris en Isis. Er stond mogelijk ook nog een Osireion achter de tempel. Op de buitenkant van de tempel stonden taferelen van de slag van Kadesj